# Ulrich Schwarz (Polizeipräsident)
Ulrich Schwarz (* 2. April 1954) war ein deutscher Polizist und Polizeipräsident von Tuttlingen. Er ist seit 2016 im Ruhestand.

## Beruflicher Werdegang
Ulrich Schwarz nahm 1974 den Polizeidienst der Landespolizei von Baden-Württemberg im mittleren Dienst auf. 1978 stieg er in den gehobenen Dienst auf, 1989 in den höheren Dienst. Die Jahre von 1989 bis 1994 verbrachte er im Landeskriminalamt Baden-Württemberg. Dort wurde er Leiter der Inspektion 710. 1994 wechselte er als Dozent zur Fachhochschule der Polizei in Villingen-Schwenningen und blieb dort bis zum Jahr 2000. Dann übernahm er die Leitung des Einsatz- und Führungsstabes der Polizeidirektion Freiburg. 2002 wurde er Leiter der Polizeidirektion Konstanz.
Seit 2014 war Ulrich Schwarz Polizeipräsident in Tuttlingen. 2016 wurde er in den Ruhestand verabschiedet.

## Belege
1. 1 2  Innenministerium Baden-Württemberg: Landesregierung billigt Personalentscheidungen zur Bestellung von neun Polizeipräsidenten. 8. Juli 2014, archiviert vom Original (nicht mehr online verfügbar) am 21. Juli 2014; abgerufen am 3. November 2015.  Info: Der Archivlink wurde automatisch eingesetzt und noch nicht geprüft. Bitte prüfe Original- und Archivlink gemäß Anleitung und entferne dann diesen Hinweis.
2. ↑  Letzter Arbeitstag für Ulrich Schwarz. In: schwaebische.de. 30. September 2016, abgerufen am 9. März 2024.

| Personendaten    | Personendaten                                          |
| ---------------- | ------------------------------------------------------ |
| NAME             | Schwarz, Ulrich                                        |
| KURZBESCHREIBUNG | deutscher Polizist und Polizeipräsident von Tuttlingen |
| GEBURTSDATUM     | 2. April 1954                                          |